# Luka Bukić
Luka Bukić (Zagreb, 20. travnja 1994.), hrvatski vaterpolist, član zagrebačke Mladosti i hrvatske reprezentacije. Igra na lijevoj strani. Sin je znamenitog vaterpolista Perice Bukića. Visok je 193 cm i težak 80 kg. U karijeri je u početku igrao za zagrebačku Mladost za koju je debitirao i u debiju postigao pogodak 2011. s nepunih 17 godina u 12. kolu Jadranske lige u utakmici protiv Šibenika (20:9).
Kasnije je igrao u talijanskom Pro Reccu pa kasnije prešao u splitski Jadran. 
Debi u hrvatskoj reprezentaciji imao je na Mediteranskim igrama 2013. gdje je sa svim pobjedama osvojeno zlato. Bukić je bio i na popisu reprezentacije za SP 2013. Osvojio je europsko zlato 2022.